# Wilhelm Schmidt (etnolog)

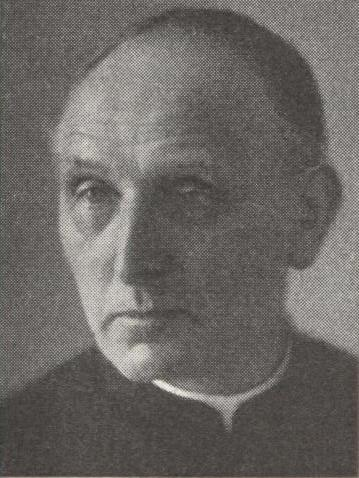
Wilhelm Schmidt.

Wilhelm Schmidt, född 16 februari 1868 i Dortmund-Hörde, död 10 februari 1954 i Fribourg, var en österrikisk antropolog och språkforskare. 
Schmidt ägnade sig som benediktinmunk åt etnologiska studier i Tyskland, blev professor i etnologi vid missionsseminariet S:t Gabriel i Mödling 1896 och professor vid universitetet i Wien 1920. 1927 blev han även föreståndare för museet för missionsvetenskap och etnografi vid Lateranen i Rom och 1931 föreståndare för Anthropos-Institut i Mödling. Han kallades till hedersdoktor vid flera universitet, bland annat i Uppsala och Bonn.

## Vetenskap
Pater Schmidts första större etnografiska arbete är Die Stellung der Pygmäenvölker in der Entwicklung des Menscehn (1910), en monografi över de afrikanska och sydasiatiska pygméernas kulturer, i vilka han ser motsvarighet till och relikt av mänsklighetens tidigaste kulturstadier. Ett genomgående tema i Schmidts forskning är hävdandet av den s.k. urmonoteismen, vilket särskilt kommer till uttryck i hans huvudarbete Der Ursprung der Gottesidee (5 bd, 1912-34). I Die Sprachfamilien und Sprachkreisen der Erde (1926) söker Schmidt infoga alla jordens språk i ett kronologiskt-genealogiskt system och därmed för första gången i modern vetenskap med utgångspunkt från de mänskliga språkens släktskap upprulla hela mänsklighetens gemensamma kulturhistoria. Han skjuter därvid det lexikaliska materialet åt sidan och söker med hjälp av ljudlära, formlära och syntax få ett system av språkkretsar och språkskikt, motsvarande den historiska antropologiska forskningens kulturkretsar. Schmidts inflytande på tyskspråkig antropologisk och arkeologisk forskning var mycket stort, särskilt sedan han genom tidskriften Anthropos (grundad 1906) ställde sig i spetsen för den ursprungligen av tyska geografer, sedermera av österrikiska och tyska antropologer och arkeologer utarbetade s.k. kulturkretsläran.

### Urmonoteism
Den antropologisk-universalhistoriska metoden syftade hos pater Schmidt till att bevisa Bibelns historiska tillförlitlighet och föreställningen om en uruppenbarelse. En poäng med att inplacera indogermanerna och deras religion i en universalhistoria och beskriva dem som en gren av den inreasiatiska nomadiska primärkulturen är att indoeuropéernas särart reduceras och att värdet av att utveckla en speciell forskning som indoeuropeisk kultur och möjlighet att idealisera denna därmed minskar. Den indoeuropeiska traditionens särprägel och prestige försvinner i den kulturhistoriska jämförelsens universalhistoriska ljus. Monoteismen framstod i Schmidts kulturhistoria som ett gemensamt arv från urkulturen till alla nomadiska herdefolk, och inte något som bara uppenbarats för judarna.

## Politik

### Austrofascism
Schmidt var gammal nog för att ha upplevt Kulturkampf och intrycken från denna strid fick honom att för resten av livet bli aktivt intresserad av politik. 1883 blev han student hos Societas Verbi Divini som hade grundats som en följd av Kulturkampen och vars främsta mål var mission. Schmidt hyste även vetenskapligt intresse för främmande och primitiva folk. 
Han erhöll bidrag från påven att styrka tesen om urkulturens urmonoteism. Under mellankrigstiden blev Pius XI och Schmidt vänner och 1926 gav Pius Schmidt i uppgift att organisera avdelningen för missionsvetenskap och etnografi vid Lateranmuseet i Rom. Under första världskriget var han kejsaren Karl I:s fältpräst - och även efter kriget var kontakterna goda till huset Habsburg. Hans penna arbetade ivrigt för furstehuset och argumenterade för en reformerad monarki understödd av aristokratin och intelligentian. Enligt hans syn hade germanerna endast i förening med Rom kunnat utvecklas under medeltiden. Han stod austrofascismen nära och drömde om ett pangermanskt katolskt Tysk-romerskt rike. 

### Antinazist
Schmidt var talesman för konservativ kristen kritik mot nazismen. Sedan den medeltida kulturens undergång har människan enligt honom avskaffat det överjordiska och gjort sig själv till Gud. Han betraktade nazismen som en hybrisideologi som gjorde ariern till gud. Rastanken var emot hans ambitioner eftersom han ville ena alla under en och samma troslära. Han inplacerade indoeuropéerna i en övergripande kristen, traditionalistisk universalhistoria för att vrida de nordiska arierna ur nazisternas händer. 
Schmidt ängslades över arbetarrörelsen och bolsjevismen; judarna ansåg han tillsammans med frimurarna var skyldiga till materialism, liberalism, republikanism, socialism och rövarkapitalism.